# Pachybelus
Pachybelus là một chi bọ cánh cứng trong họ Belidae.